# Personería
La Personería es un centro del Ministerio Público de Colombia que ejerce, vigilancia y hace control sobre la gestión de las alcaldías; velan por la promoción y protección de los derechos humanos; vigilan el debido proceso, la conservación del medio ambiente, el patrimonio público y la prestación eficiente de los servicios públicos, garantizando a la ciudadanía la defensa de sus derechos e intereses.

## Historia de la personería de Colombia
Por instrucción real del 26 de junio de 1776, se creó formalmente la figura del Síndico Personero y se fijó período anual; en 1893 el ministro de Justicia, Miguel Antonio Caro, autorizó a los Concejos Municipales para elegir a los Personeros. En 1934 la Personería fue reestructurada, otorgándosele la facultad de conocer asuntos de carácter civil, administrativo y penal; así como de llevar la voz del Ministerio Público en los negocios que se adelantaran en los juzgados municipales.

## Funciones de la personería de Colombia
La Ley 136 de 1994 en el artículo 178, establece que el Personero ejercerá en el Municipio, las funciones de Ministerio Público, además de las que determinen la Constitución, la Ley y los Acuerdos.
- Velar por el cumplimiento de la Constitución, las reglas, los acuerdos y las sentencias judiciales.

- Recibir quejas y reclamos sobre el funcionamiento de la Administración y procurar la efectividad de los derechos e intereses de los asociados.

- Realizar visitas, inspecciones y las actuaciones que estime oportunas en todas las dependencias de la Administración municipal para el cabal cumplimiento de sus atribuciones en materia del tesoro público municipal.

- Orientar a los ciudadanos en sus relaciones con la Administración, indicándoles a dónde deben dirigirse para la solución de sus problemas.

- Velar por la efectividad del derecho de petición. Por eso, debe instruir a quienes deseen presentar una petición o escribir el documento de quienes no pueden o no saben hacerlo.
- Generar el diálogo y la comunicación entre la ciudadanía, para fortalecer la participación de las partes en pro de la defensa y protección de los derechos humanos de todas las personas, independiente de su razón de ser.(enunciado mío).